# أنزي (بازيليكاتا)
أنزي (بالإيطالية: Anzi) هي بلدية في مقاطعة بوتنسا في إقليم بازيليكاتا الإيطالي.

## السكان
في سنة 1861 بلغ عدد السكان 4٬074 نسمة، وتطور العدد ليصل في سنة 2011 لـ 1٬765 نسمة.
يظهر هذا المخطط البياني تطور النمو السكاني لـ أنزي (بازيليكاتا)

## توأمة
لأنزي (بازيليكاتا) اتفاقيات توأمة مع:
- ريباكانديدا